# Frieda (Werra)
El Frieda és un riu dels estats de Turíngia i Hessen. Neix a l'occident de Struth a l'Eichsfeld a Turíngia i desemboca a Frieda, un nucli del municipi de Meinhard al Werra, un dels dos rius fonts del Weser.

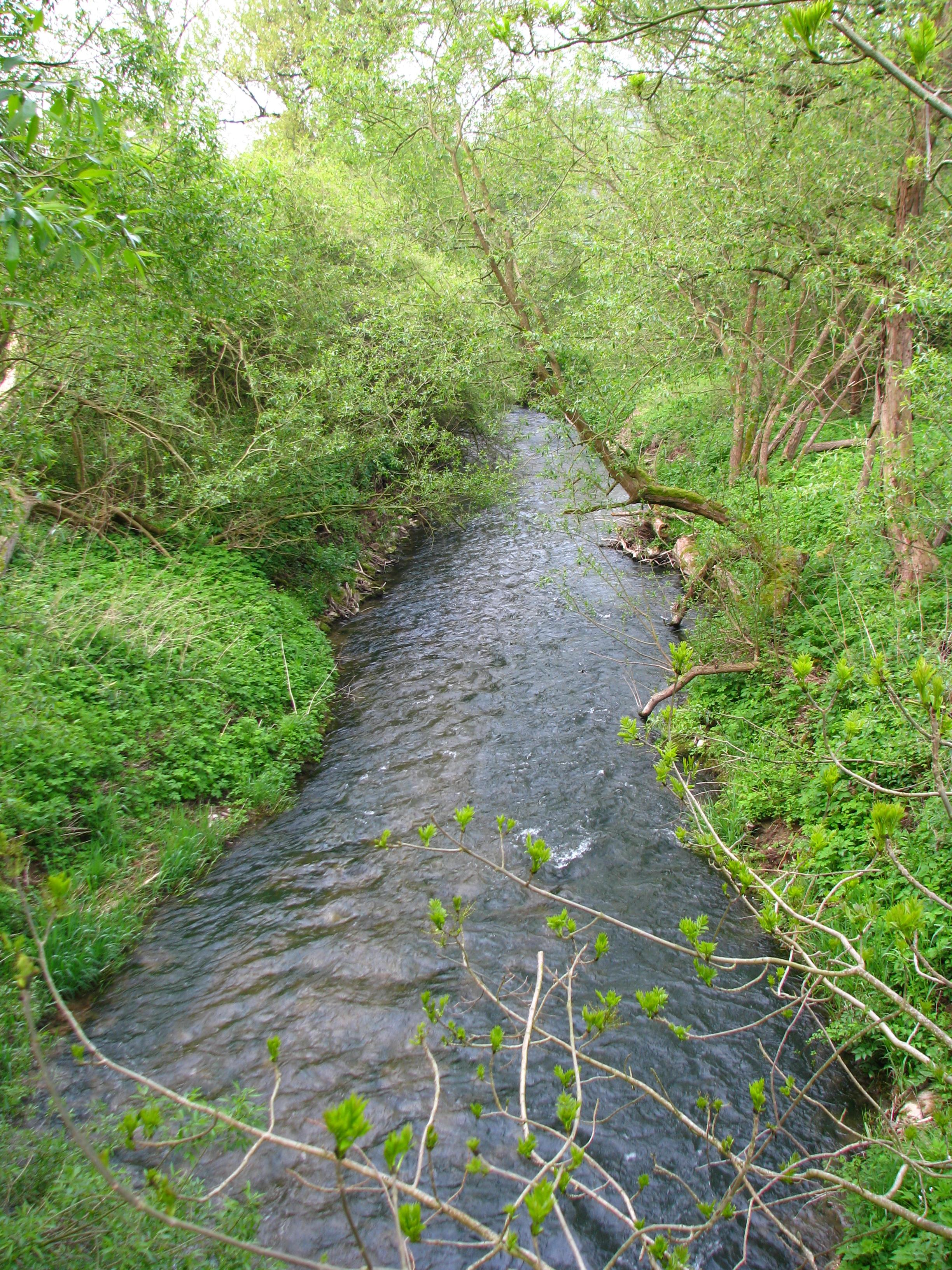
El Frieda entre Grosstöpfer i Frieda

## Afluents
- Lutter
- Faulunger Bach
- Rosebach
- Tiefer Graben
- Rosoppe
- Rode